# سونيا سميتس
سونيا سميتس هي ممثلة كندية، ولدت في 8 سبتمبر 1958 بأونتاريو في كندا.

## وصلات خارجية
- سونيا سميتس على موقع IMDb (الإنجليزية)
- سونيا سميتس على موقع ألو سيني (الفرنسية)
- سونيا سميتس على موقع أول موفي (الإنجليزية)
- سونيا سميتس على موقع قاعدة بيانات الأفلام السويدية (السويدية)
- سونيا سميتس على موقع قاعدة بيانات الفيلم (الإنجليزية)
- سونيا سميتس على موقع كينوبويسك (الروسية)